# Gratiot (Wisconsin)
Gratiot è un comune degli Stati Uniti, situato in Wisconsin, nella Contea di Lafayette.